# Aenictus bottegoi
Aenictus bottegoi är en myrart som beskrevs av Carlo Emery 1899. Aenictus bottegoi ingår i släktet Aenictus och familjen myror.

## Underarter
Arten delas in i följande underarter:
- A. b. bottegoi
- A. b. noctivagus